# Tour d'Andalousie
Le Tour d'Andalousie (en espagnol : Vuelta a Andalucía-Ruta Ciclista del Sol) est une course cycliste par étapes espagnole. Après une première édition en 1925, il est disputé de 1955 à 1977 sous l'appellation officielle de Tour d'Andalousie. Depuis 1979, il porte le nom qu'on lui connaît aujourd'hui. En 2005, le Tour d'Andalousie intègre l'UCI Europe Tour, dans la catégorie 2.1. En 2017, il accède à la classification 2.HC (Hors Catégorie). En 2020, il intègre l'UCI ProSeries, le deuxième niveau du cyclisme international.

## Historique
Avec 5 victoires au total Alejandro Valverde est le recordman de succès du classement général. Avec 13 victoires d'étapes, Freddy Maertens détient le record de victoires devant Dietrich Thurau qui en compte 10.
Depuis la saison 2022, il existe également un Tour d'Andalousie féminin, qui se déroule à des dates différentes.
En 2024, les cinq étapes prévues sont annulées en raison des protestations des agriculteurs. Au lieu de cela, l'organisation a mis en place un contre-la-montre individuel d'environ quatre kilomètres à Alcaudete, que le Belge Maxim Van Gils a remporté.

## Palmarès

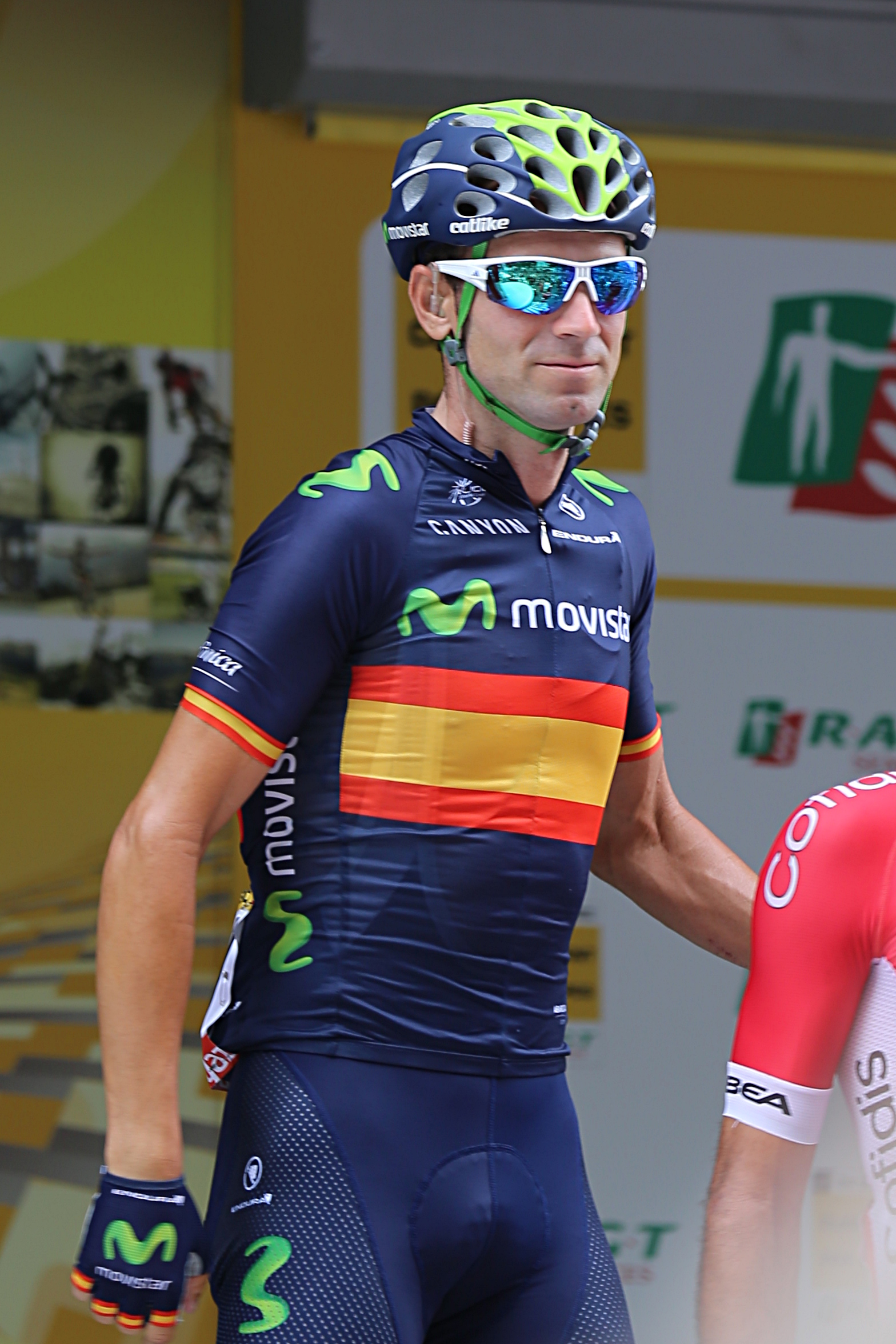
Alejandro Valverde (ici lors du Tour de France 2015) détient avec cinq succès le record de victoires sur la course.

| Année   | Vainqueur                | Deuxième                      | Troisième                     |
| ------- | ------------------------ | ----------------------------- | ----------------------------- |
| 1925    | Ricardo Montero          | Victorino Otero               | Telmo García                  |
| 1926-54 | Non disputé              | Non disputé                   | Non disputé                   |
| 1955    | José Gómez del Moral     | Salvador Botella              | Francisco Alomar              |
| 1956    | Miguel Bover             | José Gómez del Moral          | Antonio Barrutia              |
| 1957    | Hortensio Vidaurreta     | Gabriel Mas                   | Jesús Galdeano                |
| 1958    | Gabriel Company          | Gabriel Mas                   | José Gómez del Moral          |
| 1959    | Miguel Pacheco           | Joaquín Barcelo               | Antonio Jiménez Parreja       |
| 1960    | Gabriel Mas              | José Gómez del Moral          | Juan Manuel Santiago Montilla |
| 1961    | Angelino Soler           | José Gómez del Moral          | Gabriel Mas                   |
| 1962    | José Antonio Momeñe      | Antonio Barrutia              | Gabriel Mas                   |
| 1963    | Antonio Barrutia         | Antonio Carreras              | Alcino Rodrigues              |
| 1964    | Rudi Altig               | Mies Stolker                  | Bastiaan Maliepaard           |
| 1965    | José Segú                | Jesús Isasi                   | Antonio Tous                  |
| 1966    | Jesús Aranzabal          | Dieter Puschel                | José María Errandonea         |
| 1967    | Ramón Mendiburu          | Gabino Erenozaga              | José Antonio Momeñe           |
| 1968    | Antoon Houbrechts        | Francisco Juan Granell        | Luis Ocaña                    |
| 1969    | Antonio Gómez del Moral  | Jorge Marine                  | José Manuel Lasa              |
| 1970    | José Gómez Lucas         | José Antonio González Linares | Harm Ottenbros                |
| 1971    | Jean-Pierre Monseré      | Jos van der Vleuten           | Roger De Vlaeminck            |
| 1972    | Jan Krekels              | Gerard Vianen                 | José Antonio González Linares |
| 1973    | Georges Pintens          | José Antonio González Linares | Rik Van Linden                |
| 1974    | Freddy Maertens          | José Luis Viejo               | José Antonio González Linares |
| 1975    | Freddy Maertens          | Luis Ocaña                    | Dietrich Thurau               |
| 1976    | Gerrie Knetemann         | Hennie Kuiper                 | Gerben Karstens               |
| 1977    | Dietrich Thurau          | Hennie Kuiper                 | Domingo Perurena              |
| 1978    | Non disputé              | Non disputé                   | Non disputé                   |
| 1979    | Dietrich Thurau          | Daniel Willems                | Vicente Belda                 |
| 1980    | Daniel Willems           | Bernt Johansson               | Eulalio García                |
| 1981    | Adri Schipper            | Ronald De Witte               | Martin Havik                  |
| 1982    | Marc Sergeant            | Ángel Arroyo                  | Alberto Fernández             |
| 1983    | Eduardo Chozas           | Antonio Coll                  | Jo Maas                       |
| 1984    | Julián Gorospe           | Jaime Vilamajó                | Jesus Blanco Villar           |
| 1985    | Rolf Gölz                | Miguel Indurain               | Jesus Blanco Villar           |
| 1986    | Steven Rooks             | Peter Hilse                   | Iñaki Gastón                  |
| 1987    | Rolf Gölz                | Jesus Blanco Villar           | Julián Gorospe                |
| 1988    | Edwig Van Hooydonck      | Jesus Blanco Villar           | Maarten Ducrot                |
| 1989    | Fabio Bordonali          | Luc Roosen                    | Peter Hilse                   |
| 1990    | Eduardo Chozas           | Miguel Ángel Martínez         | Pascal Lance                  |
| 1991    | Roberto Lezaun           | Jesper Skibby                 | Adrie van der Poel            |
| 1992    | Miguel Ángel Martínez    | Jesús Montoya                 | Herminio Díaz Zabala          |
| 1993    | Julián Gorospe           | Edwig Van Hooydonck           | Neil Stephens                 |
| 1994    | Stefano Della Santa      | Luc Roosen                    | Francisco Cabello             |
| 1995    | Stefano Della Santa      | Francisco Cabello             | Mariano Rojas                 |
| 1996    | Neil Stephens            | Alexander Gontchenkov         | Peter Farazijn                |
| 1997    | Erik Zabel               | Johan Museeuw                 | David Etxebarria              |
| 1998    | Marcelino García         | Laurent Jalabert              | David Etxebarria              |
| 1999    | Javier Pascual Rodríguez | Santiago Botero               | Santiago Blanco               |
| 2000    | Miguel Ángel Peña        | Francisco Cabello             | Aitor Garmendia               |
| 2001    | Erik Dekker              | Marc Wauters                  | Alexandr Shefer               |
| 2002    | Antonio Colom            | Axel Merckx                   | Javier Pascual Rodríguez      |
| 2003    | Javier Pascual Llorente  | Davide Rebellin               | Alejandro Valverde            |
| 2004    | Juan Carlos Domínguez    | Carlos García Quesada         | Samuel Sánchez                |
| 2005    | Francisco Cabello        | Daniel Moreno                 | José Luis Martínez            |
| 2006    | Carlos García Quesada    | Rodrigo García Rena           | Adolfo García Quesada         |
| 2007    | Óscar Freire             | Dario David Cioni             | Tadej Valjavec                |
| 2008    | Pablo Lastras            | Clément Lhotellerie           | Cadel Evans                   |
| 2009    | Joost Posthuma           | Xavier Tondo                  | Davide Rebellin               |
| 2010    | Michael Rogers           | Jurgen Van den Broeck         | Sergio Pardilla               |
| 2011    | Markel Irizar            | Jurgen Van den Broeck         | Levi Leipheimer               |
| 2012    | Alejandro Valverde       | Rein Taaramäe                 | Jérôme Coppel                 |
| 2013    | Alejandro Valverde       | Jurgen Van den Broeck         | Bauke Mollema                 |
| 2014    | Alejandro Valverde       | Richie Porte                  | Luis León Sánchez             |
| 2015    | Christopher Froome       | Alberto Contador              | Beñat Intxausti               |
| 2016    | Alejandro Valverde       | Tejay van Garderen            | Bauke Mollema                 |
| 2017    | Alejandro Valverde       | Alberto Contador              | Thibaut Pinot                 |
| 2018    | Tim Wellens              | Wout Poels                    | Marc Soler                    |
| 2019    | Jakob Fuglsang           | Ion Izagirre                  | Steven Kruijswijk             |
| 2020    | Jakob Fuglsang           | Jack Haig                     | Mikel Landa                   |
| 2021    | Miguel Ángel López       | Antwan Tolhoek                | Julen Amézqueta               |
| 2022    | Wout Poels               | Cristian Rodríguez            | Miguel Ángel López            |
| 2023    | Tadej Pogačar            | Mikel Landa                   | Santiago Buitrago             |
| 2024    | Pas de vainqueur         | Pas de vainqueur              | Pas de vainqueur              |
| 2025    | Pavel Sivakov            | Clément Berthet               | Tom Pidcock                   |

## Statistiques
| Victoires | Coureur             | Pays      | Années                         |
| --------- | ------------------- | --------- | ------------------------------ |
| 5         | Alejandro Valverde  | Espagne   | 2012, 2013, 2014, 2016 et 2017 |
| 2         | Freddy Maertens     | Belgique  | 1974 et 1975                   |
| 2         | Dietrich Thurau     | Allemagne | 1977 et 1979                   |
| 2         | Rolf Gölz           | Allemagne | 1985 et 1987                   |
| 2         | Eduardo Chozas      | Espagne   | 1983 et 1990                   |
| 2         | Julián Gorospe      | Espagne   | 1984 et 1993                   |
| 2         | Stefano Della Santa | Italie    | 1994 et 1995                   |
| 2         | Jakob Fuglsang      | Danemark  | 2019 et 2020                   |

| Victoires | Pays                                          |
| --------- | --------------------------------------------- |
| 37        | Espagne                                       |
| 9         | Belgique                                      |
| 7         | Pays-Bas                                      |
| 6         | Allemagne                                     |
| 3         | Italie                                        |
| 2         | Australie et Danemark                         |
| 1         | France, Grande-Bretagne, Slovénie et Colombie |